# Neromia miltosticta
Neromia miltosticta là một loài bướm đêm trong họ Geometridae.